# WVUV-FM
WVUV-FM（103.1 FM  "V103"）是位于美属萨摩亚的一个广播电台，主要播放波利尼西亚和萨摩亚特色的音乐，属于南海广播公司。其中WVUV-FM的呼号于2008年4月7日由美国联邦通信委员会确定。